# Elastica 6 Track EP
Cuándo fue lanzado en 1999, Elastica 6 Track EP era el primer material nuevo emitido por la banda desde su lanzamiento cuatro años antes. Según su líder Justine Frischmann el EP representó más de un "documento" del estado de la banda al momento de lanzar el álbum: "El material ha sido escogido para permitir a las personas para oír rarezas y demos los cuales reflejan todas las  etapas de las bandas que grabaron entre 1996 y 1999. El EP no pretende ser un gran retorno." De hecho muchos de las canciones más tarde se encontrarían en su segundo álbum The Menace (2000) las cuales están mejor producidas.

## Listado de canciones
1. How He Wrote Elastica Man (Nagle/Smith) - 2:02
2. Nothing Stays The Same (Donna's Home Demo) (Matthews) - 2:37
3. Miami Nice (Home Recording) (Elastica/Hardy) - 3:22
4. KB (Elastica) - 3:12
5. Operate (Live) (Matthews) - 3:25
6. Generator (Elastica) - 1:51

## Personal
- Justine Frischmann - voz y guitarra
- Donna Matthews - guitarra y voz
- Annie Holland - bajo
- Justin Welch - batería
- Paul Jones - guitarra
- Mew - teclados y coros
- Dave Bush - teclados y programación